# Galatasaray SK
A Galatasaray Spor Kulübü (magyarul: Galatasaray Sportklub), vagy ismertebb nevén Galatasaray egy török sportegyesület, mely leginkább futballcsapatáról ismert. A klubot 1905-ben Ali Sami Yen és néhány társa alapította, mindannyian a híres isztambuli Galatasaray Középiskola növendékei voltak.
A klubnak saját formula-versenyautója van a Superleague Formula szériában.

## Története
A klubot 1905-ben a Galatasaray Lisesi gimnázium tizenhárom, ötödik osztályos növendéke alapította, a klub első elnöke Ali Sami Yen lett, akiről később az egyesület stadionját is elnevezték. A klub 1912-ben kapott hivatalos elismerést. A legenda szerint a klub színeit azok a rózsák ihlették, melyeket Gül baba adományozott II. Bajazid szultánnak. Az alapító Ali Sami Yen fogalmazta meg az alapítás céljait: „úgy játszani a labdával, mint az angolok, mezünk és nevünk legyen, legyőzni a nem török csapatokat”

## Labdarúgó-szakosztály

### Eredmények

#### Hazai eredmények

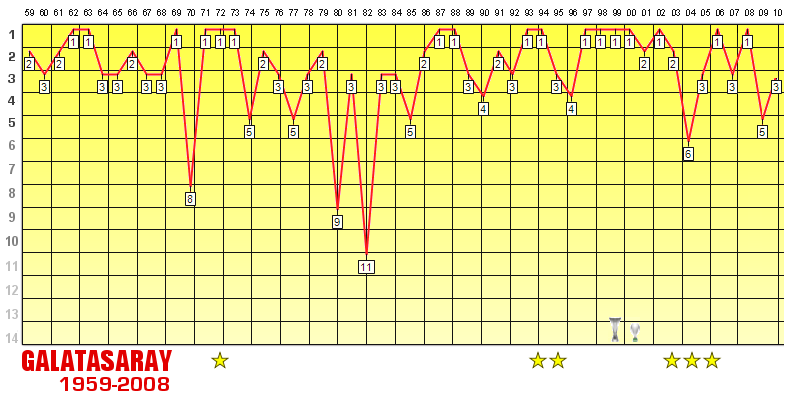
A Galatasaray szereplése a török labdarúgó-bajnokságban.

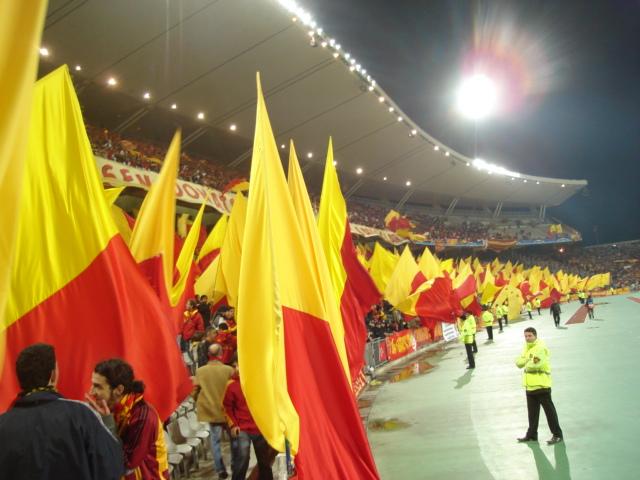
Galatasaray-szurkolók zászlókkal. Egy-egy meccs 70 000 nézőt vonz

| Török labdarúgó-bajnokság I. osztály (Szuperliga) (18) | Török labdarúgó-bajnokság I. osztály (Szuperliga) (18) |
| Szezon                                                 | Edző                                                   |
| ------------------------------------------------------ | ------------------------------------------------------ |
| 61-1962                                                | Gündüz Kılıç                                           |
| 62-1963                                                | Gündüz Kılıç                                           |
| 68-1969                                                | Toma Kaleperovic                                       |
| 70-1971                                                | Coşkun Özarı                                           |
| 71-1972                                                | Brian Birch                                            |
| 72-1973                                                | Brian Birch                                            |
| 86-1987                                                | Jupp Derwall                                           |
| 87-1988                                                | Mustafa Denizli / Jupp Derwall                         |
| 92-1993                                                | Karl-Heinz Feldkamp                                    |
| 93-1994                                                | Rainer Hollmann                                        |
| 96-1997                                                | Fatih Terim                                            |
| 97-1998                                                | Fatih Terim                                            |
| 98-1999                                                | Fatih Terim                                            |
| 99-2000                                                | Fatih Terim                                            |
| 01-2002                                                | Mircea Lucescu                                         |
| 02-2003                                                | Fatih Terim                                            |
| 03-2004                                                | Fatih Terim Gheorghe Hagi                              |
| 05-2006                                                | Eric Gerets                                            |
| 07-2008                                                | Karl-Heinz Feldkamp Cevat Güler                        |
| 11-2012                                                | Fatih Terim                                            |
| 12-2013                                                | Fatih Terim                                            |
| 17-2018                                                | Fatih Terim                                            |
| 18-2019                                                | Fatih Terim                                            |

| 1963 | Gündüz Kılıç        |
| 1964 | Gündüz Kılıç        |
| 1965 | Gündüz Kılıç        |
| 1966 | Gündüz Kılıç        |
| 1973 | Brian Birch         |
| 1976 | Fethi Demircan      |
| 1982 | Brian Birch         |
| 1985 | Jupp Derwall        |
| 1991 | Mustafa Denizli     |
| 1993 | Karl-Heinz Feldkamp |
| 1996 | Graeme Souness      |
| 1999 | Fatih Terim         |
| 2000 | Fatih Terim         |
| 2005 | Gheorghe Hagi       |
| 2014 | Roberto Mancini     |

#### Nemzetközi eredmények
| Turkcell Süper Lig 2007-08 Győztese |
| ----------------------------------- |
|                                     |

- UEFA-kupa-győztes (2000)
- UEFA-szuperkupa-győztes (2000)
- BEK elődöntős (1989)

### Jelenlegi keret
A török klubok hét nem török állampolgárságú játékossal köthetnek hivatásos szerződést.
2019. július 25.
| #  |     | Poszt | Név                                         |
| -- | --- | ----- | ------------------------------------------- |
| 1  | URU | K     | Fernando Muslera (vitse-kaptain)            |
| 2  | TUR | V     | Şənər Özbayraklı                            |
| 3  | TUR | V     | Əmrə daşdəmir                               |
| 5  | TUR | V     | Ahmet Çalık                                 |
| 6  | CIV | KP    | Jean Michaël Seri (kölcsönben a Fulhamtől)  |
| 7  | HUN | CS    | Sallai Roland                               |
| 8  | TUR | KP    | Selçuk İnan (kapitány)                      |
| 10 | MOR | KP    | Younès Belhanda                             |
| 11 | GRE | CS    | Kostas Mitroqlu (kölcsönben a Marseilletől) |
| 13 | TUR | K     | İsmail Çipe                                 |
| 14 | NOR | V     | Martin Linnes                               |
| 15 | NED | KP    | Ryan Donk                                   |
| 19 | TUR | V     | Ömer Bayram                                 |

| #  |                                 | Poszt | Név                  |
| -- | ------------------------------- | ----- | -------------------- |
| 20 | TUR                             | KP    | Emre Akbaba          |
| 21 | SWE                             | KP    | Jimmy Durmaz         |
| 2  | BRA                             | V     | Mariano Filho        |
| 23 | NED                             | CS    | Ryan Babel           |
| 27 | Kongói Demokratikus Köztársaság | V     | Christian Luyindama  |
| 45 | BRA                             | V     | Marcão Teixeira      |
| 55 | JPN                             | V     | Nagatomo Júto        |
| 66 | NGA                             | V     | Valentine Ozornwafor |
| 89 | ALG                             | KP    | Sofian Feguli        |
| 91 | SEN                             | CS    | Mbaye Diagne         |
| —  | TUR                             | K     | Okan Kocuk           |
| 36 | TUR                             | KP    | Atalay Babacan       |

#### Szurkolók
A Galatasaray SK szurkolói klubja az UltrAslan.

## Kosárlabda-szakosztály
A Galatasaray kosárlabda-szakosztályának megalakulása Ahmet Robenson testnevelőtanár nevéhez fűződik, aki 1911-ben úgy döntött, egy új játékkal ismerteti meg a Galatasaray Líceum növendékeit. Robenson később a sportklub elnöke is volt, és sokat tett azért, hogy a labdarúgás mellett a kosárlabda is fontos szerepet játsszon a klub életében. A klubnak férfi, női és kerekesszékes kosárlabda-csapata is van. A mérkőzéseket az Ayhan Şahenk Sportcsarnokban tartják.

## Kézilabda-szakosztály
A Galatasaray kézilabda-szakosztályának női és férfi csapata az 1460 fős Burhan Felek Sportkomplexumban játszik. A férfi csapatot 1931-ben, a nőit 1959-ben hozták létre, a férfiak tizenkétszer, a nők ötször voltak országos bajnokok.

## Létesítmények

### Sportlétesítmények
A 2007-ben felújított kadıköyi Kalamış Tesisleri létesítmény ad helyet a klub vitorlás-szakosztályának, Az üsküdari Burhan Felek Sportkomplexumban található a Galatasaray 25x50 méteres olimpiai uszodája, mely 600 fős tribünnel rendelkezik. A klubnak Isztambul Maslak negyedében lovasklubja is található, ahol 25 ló segítségével oktatnak.
A Galatasaray eredeti stadionja az Ali Sami Yen Stadion, melyet 1964-ben építettek és 24 000 fős befogadóképességű volt, később lebontották, az új stadion a Türk Telekom Arena Isztambul Şişli kerületében található. A futballmeccseken 52 652 ülőhely áll rendelkezésre (ilyenkor az állóhely nem megengedett).

### Egyéb létesítmények
A Galatasaray nyolcvan hektáros Metin Oktay Létesítménye Isztambul Florya kerületében található, itt kapott helyet többek között a Galatasaray Labdarúgó-iskola és a Galatasaray Kórház is, valamint kosárlabda- és kézilabdapályák is helyet kaptak. A klubnak ezen kívül a Boszporuszon saját, mesterséges szigete van Galatasaray-sziget néven, melyet 2007-ben építettek. A klub tulajdonában szerte Isztambulban több épület is van, melyek adminisztratív funkciókat látnak el.
A Galatasaray Sportklubhoz szorosan kapcsolódik a Galatasaray Lisesi középiskola, illetve a Galatasaray Egyetem is.

## Külső hivatkozások
- Hivatalos honlap
- UltrAslan